# Melodisc Records (label américain)
Pour les articles homonymes, voir Melodisc Records.
Melodisc Records est une label discographique indépendant américain, anciennement basé à Hollywood, en Californie, actif entre 1945 et 1946.
Melodisc ne doit pas être confondu avec le label britannique homonyme consacré au ska.

## Histoire
Le label est fondé en juin 1945 à Los Angeles, en Californie, par Daniel F. O'Brien. Melodisc Records est un des nombreux labels indépendants qui apparaissent avec l'explosion locale du rhythm and blues, au lendemain de la Seconde Guerre mondiale. Le siège social était situé au 6625 Sunset Boulevard à Hollywood. Il a publié de la musique réalisée dans les clubs de Central Avenue au milieu des années 1940. O'Brien a publié au total 31 vinyles 78 tours, qui sont sortis à partir de la mi-1945 et de l'automne 1946 la plupart du temps rhythm and blues et jazz. En outre, des musiciens de Marion Abernathy, Slim Gaillard, King Perry, Howard McGhee, Jack McVea, Karl George, Joe Thomas ainsi que les ensembles vocaux The Mello-Larks, George Crawford and the Four Blazes, et The Counts and the Countess sont apparus sur le label.
Le label cesse ses activités à l'automne 1946. Le label faisait partie, avec Bronze de Leroy Hurte, le label Modern de Joe, Jules et Saul Bihari, et Philo Records d'Ed et Leo Mesner, des labels indépendants nés sur la côte ouest des États-Unis au début des années 1940.

## Artistes
Les principaux artistes du label sont : King Perry, Slim Gaillard, Flennoy Trio, Jack McVea, Howard McGhee, et Marion Abernathy.

## Discographie
- Melodisc Records of Hollywood 1945-46 (CD, Acrobat)